# 映画製作
映画製作（えいがせいさく 英:Filmmaking）とは、映画を生み出す工程全般を言う。製作段階のうち、現場で実際に映画作品を作ることを映画制作という。

## 制作と製作
映画を生み出す制作と製作には、次のような区別がある。
制作
実際に現場で撮影して映画作品を作る実作業をいう。
製作
制作前の企画開発、制作に応じた資金調達や予算管理、制作後の宣伝および興行など、映画を商業的に成り立たせるための工程全般を指す。この製作責任者を映画プロデューサーと呼ぶ。
正確に言うと、製作の中に含まれる映画作りの実作業の部分のみを「制作」と呼んでいる。ただし、映画セットの構築や、小道具・衣裳の用意、演者へのメイクアップなど（撮影の直前や合間に行なわれる準備作業）は、業界の慣例として「製作」に分類される。いわば制作とは、映画監督の指示に従って出演者たちが演技を行い、それを映画作品として映像に収めていく実作業である。
映画制作では当初フィルムを使っていたが、21世紀に入ってからはデジタルシネマ制作が主流となっている。

## 製作の段階
映画製作は主に5つの段階からなる。
- 企画開発:映画の構想が立案され、既存の知的財産に対する権利が購入され、脚本が書かれる。この映画事業に対する資金繰りが勘案され、資金調達される。
- プリプロダクション:出演者や制作スタッフの採用、ロケ地の選択、セットの構築など、撮影に向けた手配と準備が行われる。
- 制作（プロダクション）[注釈 1]:主要撮影を含む映画撮影において、編集する前の映像やその他の要素がフィルム（又はデジタルデータ）に記録される。
- ポストプロダクション:記録された映画の画像、音声、視覚効果が編集されて、製品として仕上げられる。
- 配給:完成した映画が映画館に卸されて上映が行われ、大衆に視聴される[注釈 2]。

### 企画開発
映画の企画開発における進行の大まかな流れは次の通り。
1. 企画の選択、立案。
2. （原作がある場合）原作の権利者との交渉、許諾。
3. モデルとなる実在人物やその遺族からの許諾。
4. 脚本家の選定。
5. 粗筋の作成。
6. 予算の見積もり、収支シミュレーションの作成。
7. 企画書の作成。
8. 脚本の作成、修正。
9. 監督、主要キャストの候補選定。
10. 資金調達。

企画開発は、プロデューサーが映画製作を企図する段階を言い、ある意味まだ何も始まっていないに等しい段階であるため、あらゆる要素が決定ではなく「暫定的で、変更を求められる」可能性がある。プロデューサーのほか企画開発段階で関わってくる、原作者、脚本家、原案の作成者、構成作家、映画監督、はそれぞれ有する法律上の権利が異なるため、特に「法的リスクの回避」が重要となる。ここでの対処を忘れたことによる権利問題を事後的に解決するのは極めて困難で、権利面がこじれると製作中断になったり公開前にお蔵入りという事態もあり得る。
小説・コミック・ビデオゲームなどの原作から映画製作を企図する場合は、その知的財産を有する原作者や出版社から映画化を許諾してもらうための契約を結ぶ。実在の人物がモデルとなる場合は、その当人（故人であれば遺族）とも映画化の許諾契約を結ぶことになる。複数の事業者が共同して企画開発を実施する場合は、共同実施者それぞれの権利や義務について取り決めを行うほか、プロデューサーと脚本家や監督との契約条件を明確にしておくことも重要となる。
企画開発の段階で、原案や小説等の原作に沿って映像化する箇所の粗筋を作成することになる。これは脚本の前段階にあたるもので、主題、登場人物、舞台などを設定した粗筋をシノプシス、脚本とシノプシスの中間にあたる短編小説のような粗筋をトリートメントという。
プロデューサーは、この映画が商業的に成り立つ（最終的に黒字になる）ように予算の見積もりと収支シミュレーションを行う。日本映画の収益構造は、興行収入の約50％が映画館収入で、残る半分が配給収入となる。ここから配給会社が配給手数料を3割から4割ほど取り、広告費を数億円ほど取った残りが製作サイドの収入である。そして製作費をここから差し引いた金額が映画作品の利益になる。彼らはこの収益構造に基づいて制作費の予算および見込まれる興行収入を設定し、収支シミュレーションを作成する。
権利面や収支面の観点から製作サイドの上層部よりグリーンライト（GOサイン）が出ると、プロデューサーは予定している映画製作の「企画書」を作成し、脚本家、監督、主要キャスト、出資してくれそうな法人や個人に打診して事業参加者を募る。企画書は概ね以下の項目で構成されている。
- 映画の意図、コンセプト
- ストーリーの概要
- 脚本家、監督、出演俳優の候補者
- プロジェクトスキーム（製作委員会の構成）
- 配給会社
- 公開予定時期
- 製作費の予算や収支シミュレーション

撮影制作用の脚本が作られ、監督と出演俳優が選定されると、映画はプリプロダクションの段階に進む。企画開発とプリプロダクションが重複していることも非常に多い。
映画の資金調達は、出資者を募ってお金を投資（エクイティ）してもらうのと、金融機関から融資（デット）を受ける、の2つに大きく分けられる。前者は、映画が黒字になれば出資比率に応じたリターンを出資側は受け取ることができ、赤字だと彼らに金銭的な配分は一切ない。後者は、映画の興行が黒字だろうと赤字だろうと製作サイドは金融機関に返済を行う義務がある（この場合、事前に映画の「配給権」を担保に差し入れることでお金を借りるケースが多い）。通常、日本の映画製作では数千万円から数億円の費用がかかり、確実な収益が出せるとは限らないため、リスクを分散するために複数社から出資を受けて映画を製作する「製作委員会方式」が多く採用されている。

### プリプロダクション
プリプロダクションでは、実際に映画を創作する全ての段取りが慎重に準備・計画される。制作のあらゆる選択肢を絞り込む段階である。カメラ収録前のあらゆる準備作業であり、主に以下の作業を行う。
- 脚本（決定稿）準備
- 出演俳優の決定
- 制作スタッフの雇用
- 制作スケジュール作成
- ロケーション・ハンティング
- 美術・衣装・デザイン打ち合わせ
- 予算会議
- 本読み・リハーサル
- 制作スタッフ全員との打ち合わせ
- 機材など撮影準備
- 宣伝スチル撮影

映画の性質および予算が、雇用される制作スタッフの規模と種類を決める。ハリウッドの大作映画の多くは出演者と制作スタッフで数百人規模を雇い入れるが、低予算の自主制作映画では10人にも満たない人員で制作される場合もある。以下は典型的な制作スタッフの役職である。
- 映画監督:主に映画の物語進行や創造的な決定や演技の責任を負う人物。
  - 助監督[注釈 4]:撮影スケジュールや制作の流れ等を管理する。チーフ、セカンドなど序列が存在し、それぞれに異なる責任がある。
- 映画プロデューサー:映画を黒字にするための各種施策を行う。プリプロダクションにおいては、必要な人員（出演俳優および制作スタッフ）を雇い入れる。
  - 制作進行マネージャー:制作予算および制作スケジュールを管理する。このほか、制作会社を代表して映画製作サイドの幹部や出資者に報告を行う。
  - ロケーションマネージャー: 映画のロケ地を見つけて管理する。
- 制作デザイナー:制作用セットを構築する美術部門を管理する美術監督と協働して、映画の視覚的コンセプトを創作する人物[17][注釈 5]。
  - 衣裳デザイナー:出演俳優が着用する、映画の登場人物の衣裳を創作する。
  - メイクアップデザイナーとヘアデザイナー:衣裳デザイナーと密接に連携して、登場人物ならではの外観を作り上げる（それぞれ化粧と髪型を担当）。
- キャスティングディレクター: 脚本における配役を埋める俳優を見つけ出す役職。これは通常、俳優達がオーディションに参加して、彼の目前ないしカメラの前で生の演技をすることが要求される。
- 振付師:動作やダンス（通常はミュージカル用）を創作し、演者に合わせて調整する。格闘アクションを振り付ける殺陣師もここに含まれる。
- 撮影監督:映画全体の撮影責任者であり、すべての撮影カメラマンを監督する[18]
- 絵コンテ画家:監督や美術監督が撮影したい画面案を制作陣に伝えるのに役立つ視覚画像を創作する。
- 音響制作:映画の制作段階における音響部門の責任者。彼らはセットで音声を収録し、収録された対話や沈黙や効果音、背景音を（映像と）合わせていく[19][20]。彼らは音響助手や音響監督をはじめ監督や助監督とも協働している。
  - サウンドデザイナー:音響編集者と協働して、映画の効果音を主に創作する[17]。インドのボリウッド作品ではこの役職が音響監督も務める[21]。
  - 作曲家:映画のために新たな音楽を創作する。

### 制作（プロダクション）

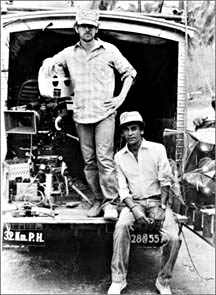
スリランカで『インディ・ジョーンズ/魔宮の伝説』(1984)を制作している当時のスティーブン・スピルバーグ（立っている人物）とチャンドラン・ラトナム。

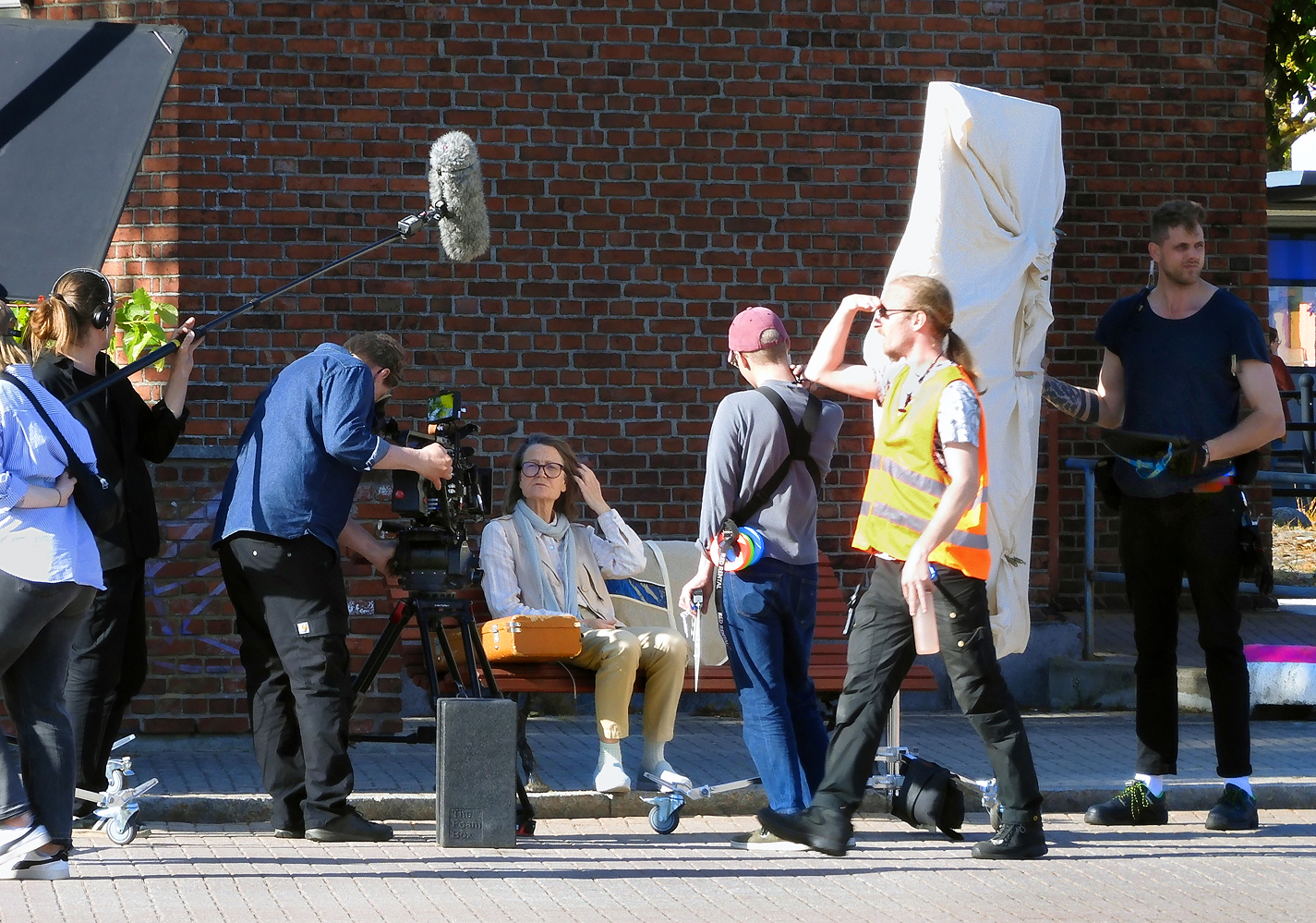
スウェーデンでの映画制作（2022)

制作とは映画が撮影される段階であり、撮影所内でのセット撮影と、撮影所の外におけるロケーション撮影が行われる。一連の流れは次のように示される。
1. 現場の設営:出道具[注釈 6]や撮影機材の設置。
2. 「動き」の確認:現場に役者を立たせ、監督の説明のもと役者に芝居をさせることで最終的なアングルの確認。
3. 撮影順の決定:監督・助監督・カメラマンで、どのカットから撮影を始めるかを決める。
4. テスト:アングルが決まったら役者に演技をしてもらいテストを行う（出演者にとってはリハーサルにあたり、制作スタッフにとっては撮影機材等に不備が無いかの確認となる）。
5. 本番:テストが良ければ本番を行う。その際にカチンコをカットの冒頭に入れ、シーンナンバー、カットナンバー、テイクナンバー[注釈 7]を叫び、音声でも記録しておく。
6. チェック:本番テイクがOKならば、通常だと撮影した内容をテープを巻き戻して、ノイズなどが無いか確認する。

事前に制作予算やスケジュールも決まっているため、撮影においては時間を無駄にしないことが肝要である。具体的には、各シーンごとの登場人物や必要な衣装や小道具など撮影スケジュールが事細かく書かれている香盤表に沿って、出演者も含め全スタッフが連携していく必要がある。衣裳、小道具、メイクなどのスタッフは通常、カメラマンや音響照明の撮影スケジュールよりも先んじて次の場面に向けた準備を行うことになる。
撮影期間は映画の規模によって異なるが、平均的な映画で概ね1-3ヵ月かかる。シーンが変わるごとに上述の現場設営から本番までを行ない、またカット割りやテイクの関係で同じシーンを幾度も撮影するのが通例であるため「1、2ページの脚本の撮影に、丸一日かかる」ペースになるという。この期間中、出演者と制作スタッフは全員が同じ目的で働くことになるため、映画を制作するチームとしての団結力が醸成される傾向がある。
20世紀初頭の映画黎明期は撮影機のハンドル（クランク）を手で回してフィルムをスタートさせていたことから、映画の撮影開始を「クランクイン」、撮影終了を「クランクアップ」と呼んでいるが、これは和製英語であるため日本だけで使われている用語である。数カ月に及ぶ撮影を終えたクランクアップの日には、主演俳優や監督に花束を渡す習慣がある。
実写映画の制作段階では、多くのシーンで複数の出演俳優と大部分の製作スタッフが同じ場所で同時に作業をこなすため、作業スケジュールを同期させるよう調整することが非常に重要である（天候不順などで撮影スケジュールが順延ないし変更することもあり、多忙な俳優だと他の作品収録との兼ね合いもあるためスケジュール調整は極めて重要）。アニメ映画の場合は、声優が異なる時間に録音スタジオで自分のテイクを録音することが可能なため、実写の制作とはワークフローが異なる。また、原画と原画の間にあたる「中割り」を描く動画担当など、実写映画とは異なる制作スタッフも多数必要となる （詳細はアニメーターを参照）。

### ポストプロダクション
ここは制作において収録した素材の仕上げを行なう段階である。具体的には「映像の編集や特殊効果、テロップ等の挿入や、映像に合わせ音楽・効果音・ナレーションなどを追加するMA（音声処理作業）を主とし、テレシネ、VFX（ビジュアル・エフェクト）や CG制作等も業務に含まれる。また完成した作品を、放送局、WEB、それぞれのパッケージメディア等の規格に合わせ納品形態を変換する作業もポストプロダクションの重要な仕事のひとつ」となっている。
映画における主な作業は、映像編集者が監督と撮影映像を確認して、選ばれたテイクから映画を組み立てることになる。収録された音声（台詞）に対しては整音がなされたのち、監督の指示に基づいて上述した様々なポストプロダクション作業が行われる。最終的には、ミキシングによって音素材を全て映像とシンクロさせ、映画が作品として完成する。

### 配給
最後の段階が配給であり、製作された映画著作物（上映興行権を有するネガフィルム）は必要に応じて複製され、上映する映画館（興行者）に一定期間貸し出されることになる。この時、作品完成から映画館で上映されるまでの流通ルートとして、間に立ってビジネスをおこなうのが映画配給会社である。配給会社は、劇場のプロモーション展開において企画・立案したのち、自社の配給作品をより宣伝してもらえるように興行先へ働きかける。配給業者と興行者との間で結ばれる上映料の契約は、上映期間や上映回数、客席のキャパシティ等によって決定されるため、これらの交渉も必要となる。
メジャー映画スタジオ作品の場合、主な出演者たちと監督などの主要スタッフは先行上映（プレミア）や舞台挨拶に出演し、映画公開前の宣伝を兼ねたインタビューを受けたりすることを契約上義務付けられていることも多い。
1970年代後半にホームビデオが登場して以来、メジャー映画作品の多くは映画館での興行を経て、他のメディア（テレビ局やペイ・パー・ビューなど）でも放送されたり複製媒体（DVDやBlu-rayなど）をレンタル又は販売する副次展開が行われるようになった。通常、メジャー映画の配給権は世界規模で配給できるよう販売されており、これを購入するのが配給会社である。映画の配給収入は興行収入の約50%（残り半分は映画館のもの）と言われているが、配給会社はそこから3-4割を配給手数料として受け取り、広告費の実費を別途数億円ほど取る。残った部分が製作側の収入となる。

## 自主映画製作

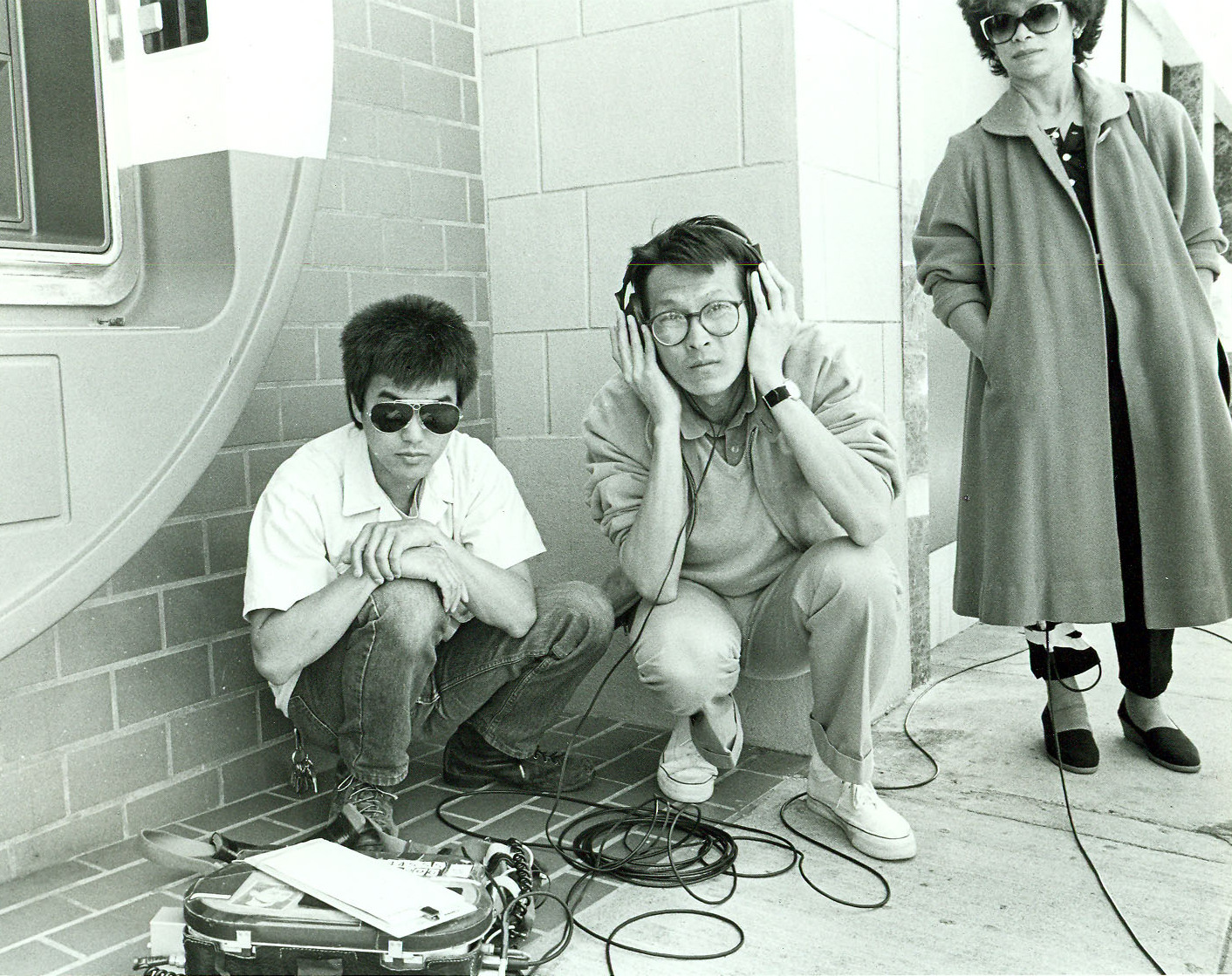
録音技師（左） がウェイン・ワン監督（中央）と自主映画『Dim Sum: a Little Bit of Heart』の路上ロケをしている様子（1983年、米サンフランシスコ）

映画製作は大手映画会社以外でも行われており、一般的にこちらは自主映画と呼ばれている。デジタルビデオ技術の導入以来、制作手段はより庶民的になって低予算で実行可能になった。現在の自主映画製作では、恐らくデジタルデータで収録した映像と音声を、家庭用コンピューターで編集したり最終カットのミキシングをしている。ただ、制作手段は庶民的になっているようだが、資金調達や流通マーケティングを伝統的な枠組みの外で行うのは依然として困難である。昔は、自分の作品に注目してもらい配給に向けて販売するのに、自主映画制作者は映画祭を頼りにしていた。しかし、1990年代から急成長したインターネットにより、自主映画の配布がYouTubeなどの動画共有サイトで比較的安価にできるようになった。その結果、映画制作者が自主映画を大手のeマーケットプレイスで視聴販売することを支援する企業も幾つか現れるようになった。映画のネット配信があれば、伝統的な配給契約をしなくても自主映画の制作者が作品を世界じゅうの視聴者に届けることが可能になっている。